# Гостомысл (имя)
Гостомы́сл (праслав. *gostomyslъ — «гость» и «мысль») — мужское русское личное имя славянского происхождения. Среди русских личных имён является редким.
Имя является двуосновным и имеет праславянское происхождение, его реконструировали как *gostomyslъ. Первая часть гост- означает «гость, чужестранец, купец», а вторая часть -мысл — «мысль, мыслить, думать».
В усеченном виде это имя существовало в украинском варианте Гостомелъ. От этого имени были образованы фамилии: Гостомыслин, Гостомыслов, Гостомысловский.

## Иноязычные варианты
- пол. Gostomysł[3]
- укр. Гостомисл[4]